# Hausheim (Berg bei Neumarkt in der Oberpfalz)

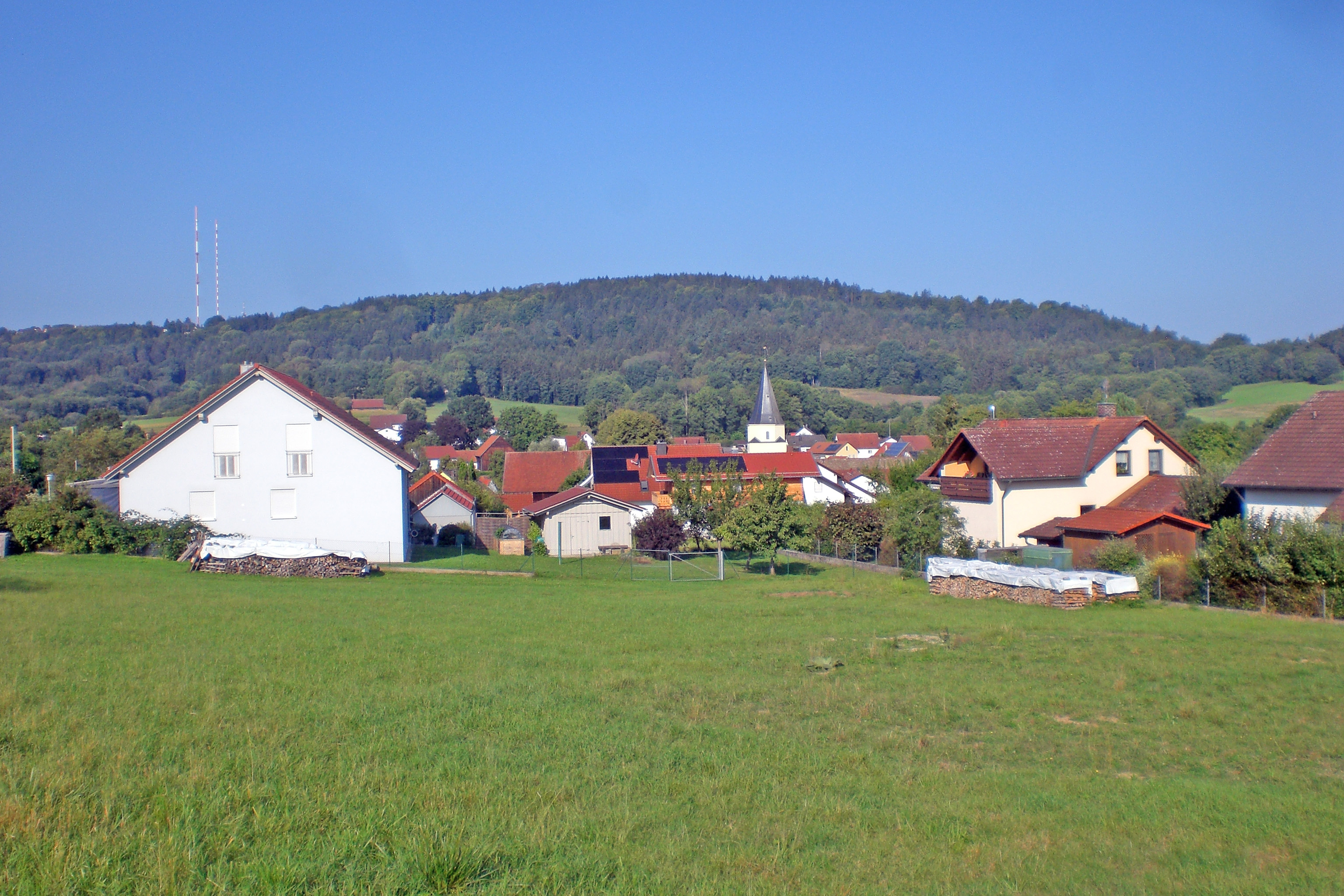
Hausheim (2024)

Hausheim ist ein Gemeindeteil der Gemeinde Berg bei Neumarkt in der Oberpfalz im Landkreis Neumarkt in der Oberpfalz in Bayern.

## Geografie
Das Pfarrdorf liegt im Oberpfälzer Jura auf 421 m ü. NHN (ehemalige Schule) in einem Talkessel westlich des Gemeindesitzes am Kaltenbach und am Fuße des Dillbergs.

## Geschichte
Hausheim ist altes Reichsgut; von Heinrich dem Älteren von (Burg-)Thann erhielt die Deutschordenskommende Nürnberg 1284 neun Güter in Hausheim einschließlich der Mühle. 1292 bekam der Orden einen weiteren Hausheimer Hof, und zwar aus dem Besitz der Gebrüder von Rothenfels. 1346 vermachte Adelheid, Witwe des Heinrich des Smid (zu Berg?), ein Gut zu Hausheim teils dem Kloster Seligenporten, teils dem Neumarkter Spital. Ab dem 14. Jahrhundert stand der Zehent von 21 Hausheimer Höfen dem Elisabethspital der Deutschordenskommende und dem reichsstädtischen Heiliggeist-Spital zu Nürnberg zu. 1350 übergab der Patrizier Konrad Groß den „Kirchsatz“ von Hausheim samt dem Groß- und Kleinzehent mit Ausnahme einiger Huben und 52 Morgen Waldgebiet zum Bau der Hausheimer Kirche der Nürnberger Deutschordenskommende; diese unterhielt in Postbauer ein Unteramt, geführt von einem Außenbeamten der Kommende. Zu diesem Amt gehörten 1670 zwei Ganz-, zwei Halbhöfe und acht Güter Hausheims. Auch das Kloster Engelthal, das auf Schenkungen von Nürnberger Patrizierfamilien zurückgeht, hatte Besitz in Hausheim. Unter dem Dreißigjährigen Krieg litt der Ort schwer. Für 1688 ist eine Schule erwähnt.
Gegen Ende des Alten Reiches, um 1800, bestand Hausheim aus 40 Anwesen einschließlich des gemeindlichen Hirtenhauses und der gemeindlichen Schmiedstatt. Grundherren waren das Kastenamt Haimburg (3 Höfe), das Deutschorden-Pflegamt Postbauer (10 Höfe), das Klosterrichteramt Seligenporten (2 Höfe), die Reichsstadt Nürnberg (21 Höfe des Heiliggeist-Spitals) und das Klosterrichteramt Engelthal (3 Höfe). In den Napoleonischen Kriegen besetzten französische Truppen 1805 und 1809 das Dorf; die Ortsbewohner flohen auf den Dillberg.
Im Königreich Bayern bildete Hausheim einen eigenen Steuerdistrikt und bei der Gemeindebildung um 1810/20 eine Ruralgemeinde mit dem Ort Hausheim selber, mit Gspannberg, Rührersberg, Kettenbach, Haslach und (Klein-)Voggenhof. 1839 erbaute die Gemeinde in der Nähe der Kirche ein neues Schulhaus, das heutige Dorfhaus; 1922 wurde nach den Plänen des Architekten Friedrich Haindl [sen.] das Pfarrhaus neu erbaut.

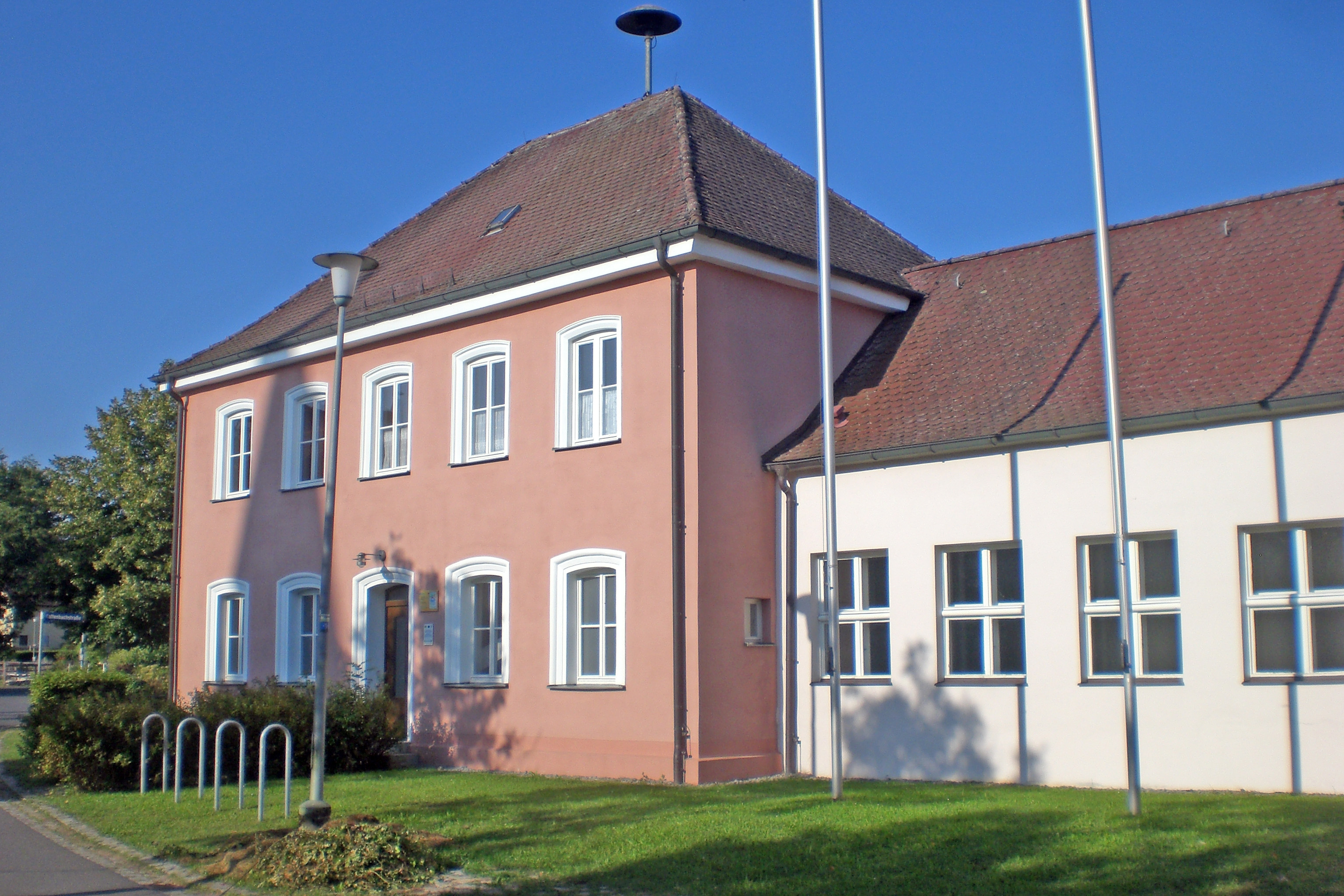
Haus des Dorfes (2024)

Bis 1930 gehörte die Gemeinde Hausheim zum Amtsgericht Kastl, danach zum Amtsgericht Neumarkt. Im Zuge der Gebietsreform in Bayern wurde die Gemeinde unter ihrem letzten Bürgermeister Willibald Lenz 1972 nach Berg eingemeindet.
Gegenüber der Pfarrkirche wurde, mit europäischen Mitteln gefördert, die ehemalige Schule zum „Haus des Dorfes, der Jugend und der Vereine Hausheim“ umgestaltet. Im Wettbewerb „Unser Dorf hat Zukunft“ des Bezirksentscheids Oberpfalz 2014 wurde der Ort mit Silber ausgezeichnet.

### Einwohnerentwicklung des Pfarrdorfes Hausheim
- 1830: 247 (46 Häuser)[14]
- 1871: 273 (104 Gebäude; 5 Pferde, 259 Stück Rindvieh)[15]
- 1900: 294 (48 Wohngebäude)[16]
- 1937: 245 Katholiken, 1 Protestant[17]
- 1950: 300 (50 Wohngebäude)[18]
- 1970: 284[19]
- 1987: 300 (92 Wohngebäude, 95 Wohnungen)[20]
- 2015: 460 (222 männlich, 238 weiblich)[21]

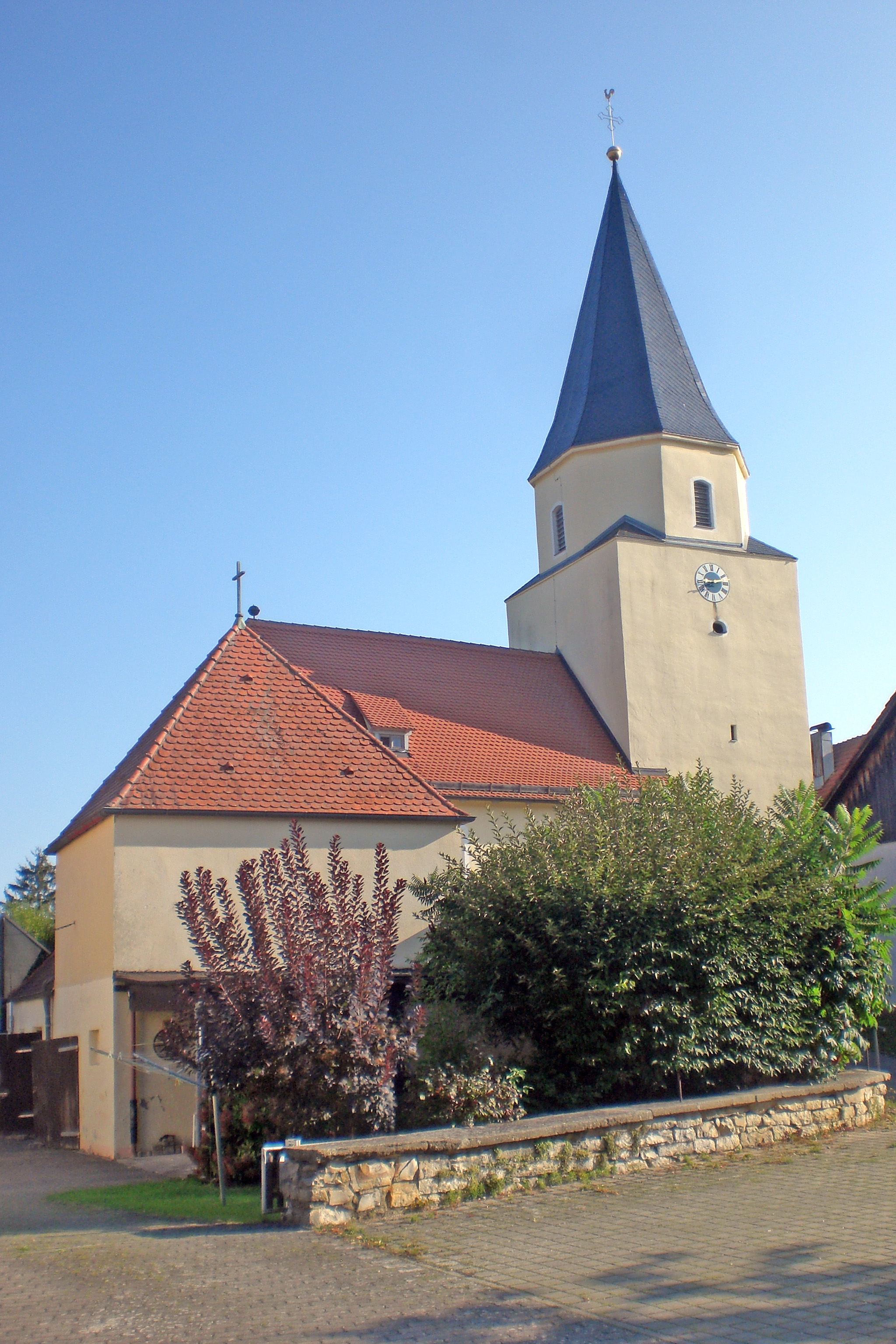
Kath. Pfarrkirche (2024)

- 2021: 463[22]

### Einwohnerentwicklung der Gemeinde Hausheim
- 1871: 507 (428 Katholiken, 79 Protestanten) (191 Gebäude, davon 100 Wohngebäude) (Viehbestand: 29 Pferde, 468 Stück Rindvieh, 416 Schafe, 293 Schweine, 28 Ziegen)[15]
- 1900: 516 (402 Katholiken, 114 Protestanten) (95 Wohngebäude) (Viehbestand: 22 Pferde, 550 Stück Rindvieh, 304 Schafe, 615 Schweine, 30 Ziegen)[16]

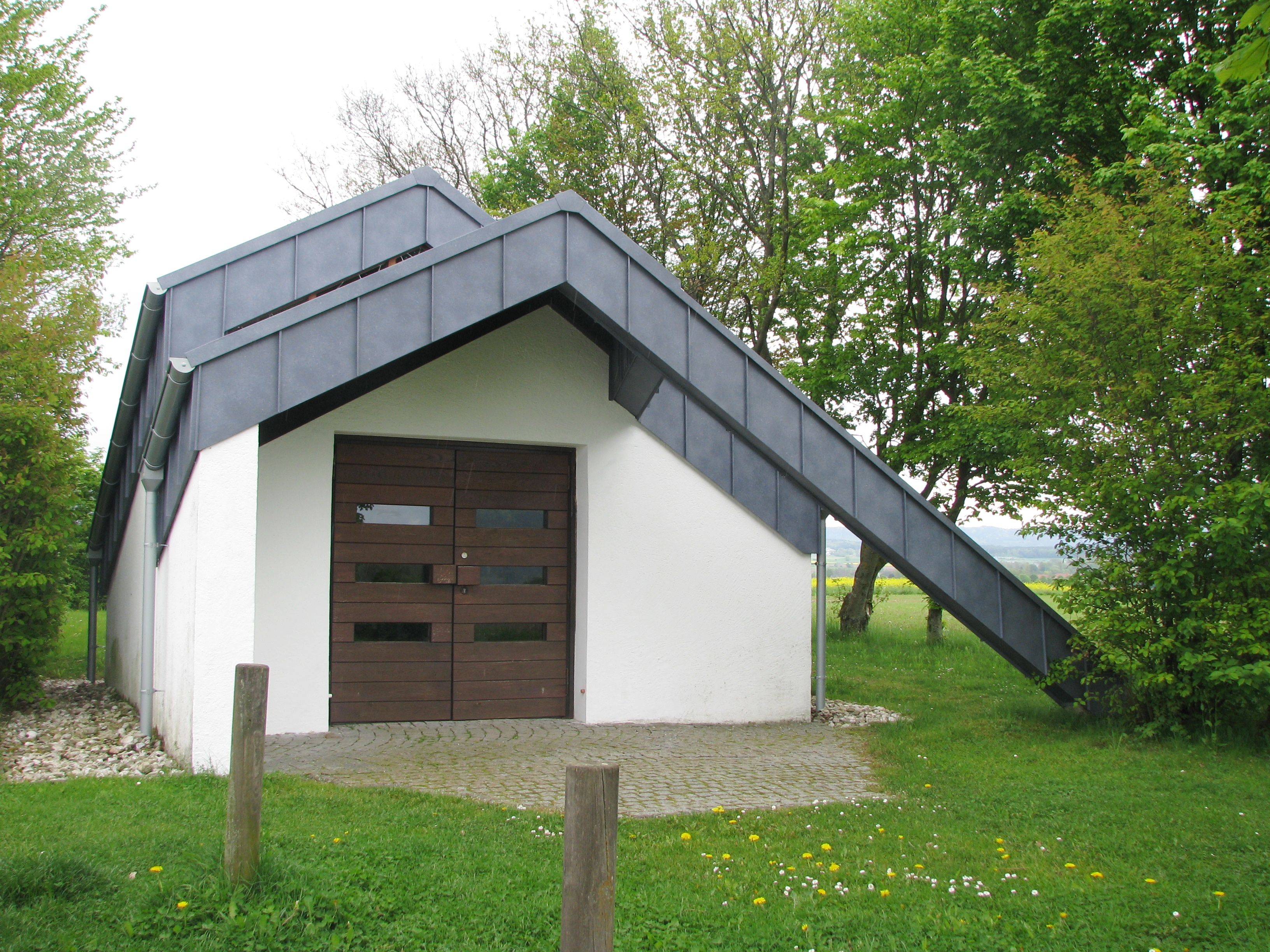
Friedenskapelle

- 1950: 529 (94 Wohngebäude)[18]

## Kath. Pfarrkirche St. Peter und Paul
1378 ist Hausheim eine eigene Pfarrei; das Präsentationsrecht besaß der Deutsche Orden zu Nürnberg. 1554 bis 1627 war der Ort protestantisch. 1713 beginnen die Pfarrmatrikel. Die gotische Chorturmkirche stammt aus dem 14. Jahrhundert. Der Turm im Osten ist mit kleinen, roh zugerichteten Quadern, sogenannten Glassteinen, verblendet. In den unteren Geschossen von quadratischem Grundriss, ist das oberste Turmgeschoss aus der Barockzeit achteckig, das in einen Spitzhelm übergeht. 1737 wurde die Kirche auf 13,5 × 7,6 m (Schiff) erweitert und barock ausgestattet. Der Hauptaltar hat zwei weinlaubumrankte Säulen. Auch die Seitenaltäre sind zweisäulig. Die Altäre wurden 1817 aus dem säkularisierten Kloster Speinshart erworben. Die Kanzel zeigt in Hochreliefs die vier Evangelisten.

## Friedenskapelle
Außerhalb des Ortes, auf dem Hügel zwischen Hausheim und Berg, erbauten 1976 die Hausheimer unter der Federführung des Kriegervereins die sogenannte Friedenskapelle. Die Dachform symbolisiert das Zelt Gottes; das Dach reicht deshalb teilweise bis zum Boden hinab.

## Baudenkmäler
Siehe: Liste der Baudenkmäler in Hausheim

## Verkehrsanbindung
Hausheim liegt an einer Gemeindeverbindungsstraße, die von Berg her zum Gemeindeteil Kleinvoggenhof und weiter nach Großvoggenhof und Grub, Gemeindeteile von Burgthann, führt.

## Vereine / Organisationen
- Freiwillige Feuerwehr Hausheim[23]
- Soldaten- und Reservistenkameradschaft Hausheim[23]
- Katholischer Burschenverein Hausheim e. V.[23]
- Fiat-Club-Hausheim e. V.[23]
- Shotokan KarateDo Hausheim e. V.[23]
- Sportfreunde Hausheim[23]
- Kaltenbachsänger (Sängergruppe)[23]
- ChorZeit Hausheim (Musikgruppe)[23]
- Gitarrengruppe Hausheim[23]